# Grienwiesen und Wernauer Baggerseen
Grienwiesen und Wernauer Baggerseen este o arie protejată (sit de importanță comunitară — SCI, arie de protecție specială avifaunistică — SPA) din Germania întinsă pe o suprafață de 68,59 ha, integral pe uscat.

## Localizare
Centrul sitului Grienwiesen und Wernauer Baggerseen este situat la coordonatele 48°41′25″N 9°23′40″E / 48.6903°N 9.3944°E.

## Înființare
Situl Grienwiesen und Wernauer Baggerseen a fost declarat arie de protecție specială avifaunistică în martie 2001 pentru a proteja 19 specii de animale. Situl a fost protejat și ca sit de importanță comunitară în martie 2001.

## Biodiversitate
Situată în ecoregiunea continentală, aria protejată nu include niciun habitat protejat.
La baza desemnării sitului se află mai multe specii protejate de  păsări (19): lăcar mare (Acrocephalus arundinaceus), pescăruș albastru (Alcedo atthis), rață mică (Anas crecca crecca), rață cârâitoare (Anas querquedula), buhai de baltă (Botaurus stellaris stellaris), ciocănitoarea de stejar (Dendrocopos medius), șoimul rândunelelor (Falco subbuteo), Ixobrychus minutus minutus, capîntortură (Jynx torquilla), sfrâncioc roșiatic (Lanius collurio), Nycticorax nycticorax nycticorax, cormoran mare (Phalacrocorax carbo carbo), ciocănitoare verzuie (Picus canus), Porzana parva parva, cresteț pestriț (Porzana porzana), Rallus aquaticus aquaticus, pițigoi-pungar (Remiz pendulinus), Tachybaptus ruficollis ruficollis, nagâț (Vanellus vanellus)